# 菅由紀子
菅 由紀子（すが ゆきこ、1981年12月22日 - ）は、日本の女優、リポーター、司会者。大阪府出身。身長165cm、体重50kg。
2012年6月、劇団ひまわり時代の同僚である山本健史と結婚。ブルーシャトルに所属。

## 出演作品

### テレビドラマ
- 2004年 TVO「斎王夢がたり」（よし子斎王 役）
- 2004年 YTV「天使のココロ」（長田卑弥子 役）
- 2003年 NHK連続テレビ小説「てるてる家族」（同期生1 役）

### 舞台
- 2013年6月 ブルーシャトルプロデュース公演「八月のオリオン」（三崎歌 役）＠ABCホール
- 2013年～ ショートショートユニット「オクスリ」のメンバーとして活動中
- 2009年~2012年 「ウルトラスーパーデラックススペシャルズ」全作品に出演（東京･大阪公演）
- 2012年 舞台「5月の花嫁」大阪公演（主演）
- 2011年 劇団ひまわり「コルチャック先生」名古屋公演
- 2009年 舞台「じゃじゃ馬ならし」京都公演（主演）
- 2008年 舞台「オフィーリア」京都公演（主演）
- 2008年 舞台「コルチャック先生」名古屋公演
- 2003年 演劇ユニットアクサル「ペンシル」（東京･大阪･名古屋･福岡公演）

小劇場舞台出演は他多数

### VP（ビデオパッケージ）
- 2012年～ ㈱アスパクリエイト「元気な職場をつくるメンタルヘルス5」「危険物」
- 2008年 「Honda　Access08　Gathers」社内用
- 2004年 陶彩館
- 2004年 NTTメロディコール

### CM
- 2001年 サカイ引越センター

### ナレーション
- 2012年 「Panasonic」R-CM
- 2006年 「松下電器」R-CM
- 2005年 「赤池クリニック」CMナレーション
- 2004年 「種子のタキイ」R-CM
- 2004年 「ソヤファーム」R-CM
- 2004年 「アークレイ」R-CM
- 2004年 「旭松　なっとういち」R-CM
- 2004年 「カプコン　鬼武者」R-CM
- 2004年 「ウェスティン都ホテル京都」R-CM
- 2003年 「ナリス化粧品」アフレコ
- 2003年 「SANYO　カーナビ」R-CM
- 2003年 「NTTドコモ」R-CM
- 2003年 「JR」R-CM
- 2003年 「NTTドコモ四国　FOMA」R-CM
- 2003年 「ケイズオプティック」R-CM
- 2003年 「神戸トヨペット」R-CM
- 2003年~ 「ロート製薬」R-CM
- 2002年 「サンガリア　アップルジュース」CMナレーション
- 2002年 「ダスキン」R-CM
- 2002年 「キョーエイ」R-CM
- 2002年 「グリコ」VP声
- 2001年 「松下」R-CM
- 2001年 「ナショナル」R-CM
- 2001年 「au」R-CM
- 2000年 「パナソニック」R-CM
- 2000年 「ミズノ」R-CM
- 2000年 「大阪トヨタ」R-CM

### MC
- 2008年 Team B.B. IN　Zepp Tokyo
- 2004年 大阪ガス「システムリビングフェア’04」
- 2004年 小学館「ワールドホビーフェア2004」任天堂ブース　他多数
- 2003年 WPC EXPO J-PHONE（Vodafone）ブース
- 2003年 Dream Quest IN　Zepp Tokyo

### テレビアニメ
- 2006年 Capeta（常盤まどか 役）
- 2007年 ヒロイック・エイジ（コンピューター、女性クルー、艦内放送、看護士、オペレーター、管制オペレーター、パイロット 役）